# Ecole des Ingénieurs de la Ville de Paris
Criada em 1959, a EIVP é a única grande école especializada em engenharia urbana. A EIVP é uma universidade pública sob a tutela da cidade de Paris. Desde 2009 ela é interligada a École des ponts ParisTech. Ela faz parte do PRES Université Paris-Est. Seu diploma é habilitado pela CTI (Commission des Titres d’Ingénieurs, em português comissão de títulos de engenheiro) e ela é membro do CGE, provando assim a qualidade de sua formação e de seu diploma. Desde 2008 ela é dirigida por Régis Vallée, IVP turma de formados 13. Situada na 15, rue Fénelon em Paris, a EIVP irá se mudar para a 60 rue Rébeval (XIXº arrondissement) no inicio do período letivo de 2012, tendo uma oportunidade para aumentar o tamanho de suas turmas.
Ela leva uma dupla missão de formação (inicial e continua) e de pesquisa.
Especializada, principalmente no campo de engenharia urbana, ela abrange diversas áreas: construção civil, organização do espaço publico, transporte e mobilidade, infraestrutura e redes, qualidade ambiental e energia. Seus engenheiros possuem solidas competências cientificas e técnicas para implementarem e realizarem grandes projetos para a cidade do amanhã. Seu corpo docente, seus peritos associados, estudantes, imersos afundo na reflexão sobre a cidade do futuro, visando atender as exigências do desenvolvimento urbano sustentável que impactam as técnicas, mudam valores, modificam os comportamentos dos consumidores e mudam a visão dos cidadãos.
O processo de admissão da EIVP pode ser dado por:
- Concursos nas classes preparatórias científicas- concurso comum Mines-ponts (escrito) e TPE/EIVP (oral),
- Admissão por títulos (dossiê e entrevista) para os diplomas L3 e M1 cientifico.
- Concursos internos reservados aos funcionários com três anos de experiência.

Ela propõe atualmente varias formações:
- Diploma de engenheiro especialista em engenharia urbana -3 anos de formação.
- Duplo diploma Engenharia/Arquitetura (em parceria com a ENSAPLV) – 5 anos de formação.
- Mestrado especializado em URBANITIC –urbanismo – (conjunto com a École des Ponts ParisTech).
- Seminários de curta duração focados em cidades sustentáveis.
- Congresso de verão focado nos problemas da cidade (encontro de autores e profissionais em engenharia urbana, fim de Agosto).

Mais de 90 vagas são disponíveis cada ano para o ciclo de engenharia. Dentre essas, a cidade de Paris oferece cada ano cerca de vinte para alunos funcionários, remunerados durante o período escolar em troca de um compromisso de servir 8 anos quando terminar a universidade. Os outros alunos têm o status civil e são livres de escolher seu emprego, administrações ou empresa privada, ao termino da universidade.
O estágio é parte integrada da formação- quatro estágios (execução, enquadramento, pesquisa e trabalho de fim de curso) em três anos de estudos, são assim mais de 14 meses em empresas ou comunidade. Os alunos do 3º ano da EIVP organizam cada ano um estudo comparativo em diferentes cidades no mundo sobre um problema urbano atual. O retorno desse estudo pela Associação Estudos Urbanos é feita em janeiro.
A EIVP faz parte de varias redes.